# 1904 у кіно

## Фільми
- Неможлива подорож

## Персоналії

### Народилися
- 5 січня — Градополов Костянтин Васильович, російський спортсмен, педагог (пом. 1983).
- 10 січня — Рей Болгер, американський актор і танцюрист (пом. 1987).
- 17 січня — Коварський Микола Аронович, радянський російський сценарист (пом. 1974).
- 18 січня:
  - Борис Бабочкін, радянський актор театру і кіно, режисер, народний артист СРСР (пом. 1975).
  - Кері Грант, американський актор англійського походження (пом. 1986).
- 28 січня — Тарасова Ксенія Іванівна, радянська акторка театру і кіно (пом. 1995).
- 10 лютого — Джон Ферроу, американський кінорежисер і сценарист австралійського походження (пом. 1963).
- 20 березня — Окулич Володимир Леонтійович, білоруський кінооператор (пом. 1972).
- 21 березня — Едвард Кронджагер, американський кінооператор (пом. 1960).
- 23 березня — Джоан Кроуфорд, американська акторка німого й звукового кіно (пом. 1977).
- 26 березня — Еміліо Фернандес, мексиканський актор, кінорежисер і сценарист (пом. 1986).
- 6 квітня — Меркур'єв Василь Васильович, радянський актор театру і кіно, театральний режисер і педагог (пом. 1978).
- 12 квітня — Честноков Володимир Іванович, російський актор (пом. 1968).
- 14 квітня — Джон Гілгуд, британський актор театру і кіно (пом. 2000).
- 17 квітня — Малян Давид Мелкумович, радянський і вірменський актор, режисер, педагог (пом. 1976).
- 20 квітня — Брюс Кебот, американський актор (пом. 1972).
- 8 травня — Ліванов Борис Миколайович, російський радянський актор театру і кіно (пом. 1972).
- 12 травня — Ханов Олександр Олександрович, радянський актор (пом. 1983).
- 18 травня — Жан Габен, відомий французький актор театру, кіно та вар'єте (пом. 1976).
- 19 травня — Блейман Михайло Юрійович, радянський кінодраматург, критик і теоретик кіномистецтва (пом. 1973).
- 22 травня — Соболєвський Петро Станіславович, радянський російський актор (пом. 1977).
- 29 травня — Грегг Толанд, американський кінооператор (пом. 1948).
- 2 червня:
  - Маслюков Олексій Семенович, радянський український актор, кінорежисер і сценарист (пом. 1961).
  - Джонні Вайссмюллер, американський плавець та ватерполіст, п'ятиразовий олімпійський чемпіон, а також кіноактор (пом. 1984).
- 4 червня — Реймон Руло, французький театральний і кінорежисер, актор (пом. 1981).
- 6 червня — Пельтцер Тетяна Іванівна, радянська акторка (пом. 1992).
- 17 червня — Ральф Белламі, американський актор (пом. 1991).
- 8 липня — Бєлокуров Володимир В'ячеславович, радянський актор театру та кіно, педагог (пом. 1973).
- 26 червня — Пітер Лорре, австрійський і американський актор театру і кіно, режисер, сценарист (пом. 1964).
- 2 серпня — Журавльов Василь Миколайович, російський кінорежисер (пом. 1987).
- 3 серпня — Долорес дель Ріо, мексиканська акторка (пом. 1983).
- 24 серпня — Еліс Вайт, американська кіноакторка (пом. 1983).
- 4 вересня:
  - Крістіан-Жак, французький кінорежисер (пом. 1994).
  - Павло Массальський, радянський актор театру і кіно, народний артист СРСР (пом. 1979).
- 12 вересня — Попов Гаврило Миколайович, радянський російський композитор (пом. 1972).
- 13 вересня — Свашенко Семен Андрійович, український актор театру і кіно (пом. 1969).
- 16 вересня — Масоха Петро Омелянович, український радянський актор (пом. 1991).
- 29 вересня — Грір Гарсон, британська актриса (пом. 1996).
- 30 вересня — Александров Григорій Семенович, український кінооператор (пом. 1990).
- 2 жовтня — Кавалерідзе Надія Пилипівна, українська акторка, літераторка, сценаристка (пом. 1984).
- 3 жовтня — Білинський Мирон Львович, радянський український кінорежисер ігрового і науково-популярного кіно (пом. 1966).
- 22 жовтня — Констанс Беннетт, американська акторка і продюсерка (пом. 1965).
- 28 жовтня — Анджапарідзе Мері Івліанівна, радянська кінорежисерка та сценаристка (пом. 1980).
- 30 жовтня — Серджо Амідеї, італійський кіносценарист, кінопродюсер (пом. 1981).
- 10 листопада — Стівен Герей, американський кіноактор(пом. 1973).
- 14 листопада — Дік Пауелл, американський актор, продюсер, кінорежисер та співак (пом. 1963).
- 5 грудня — П'єр Шеналь, французький кінорежисер та сценарист (пом. 1990).
- 18 грудня — Джордж Стівенс, видатний американський кінорежисер, продюсер, сценарист та оператор (пом. 1975).
- 20 грудня — Ейсимонт Віктор Владиславович, радянський кінорежисер (пом. 1964).
- 25 грудня — Маєвська Мечислава Здиславівна, українська кінорежисерка (пом. 1975).
- 28 грудня — Юткевич Сергій Йосипович, радянський кінорежисер, театральний режисер, художник, сценарист, актор, театральний педагог (пом. 1985).